# Еглофштајн
Еглофштајн (њем. Egloffstein) град је у њемачкој савезној држави Баварска. Једно је од 29 општинских средишта округа Форххајм. Према процјени из 2010. у граду је живјело 1.966 становника. Посједује регионалну шифру (AGS) 9474124.

## Географски и демографски подаци
Еглофштајн се налази у савезној држави Баварска у округу Форххајм. Град се налази на надморској висини од 350-580 метара. Површина општине износи 28,0 km². У самом граду је, према процјени из 2010. године, живјело 1.966 становника. Просјечна густина становништва износи 70 становника/km².